# Astropectinides
Genre
Astropectinides  est un genre d'étoile de mer de la famille des Astropectinidae.

## Liste d'espèces
Selon World Register of Marine Species (31 mars 2016) et ITIS (31 mars 2016) :
- Astropectinides callistus (Fisher, 1906) -- Hawaï
- Astropectinides ctenophora (Fisher, 1906) -- Hawaï
- Astropectinides mesactus (Sladen, 1883) -- Atlantique sud